# Bezerros
Bezerros est un município de l'État de Pernambouc au Brésil.

## Personnalités
- J. Borges, xylographe et artiste de la littérature de cordel, est né (1935-2024) et travaille à Bezerros.